# 달콤왕가탕후루

## 달콤왕가탕후루

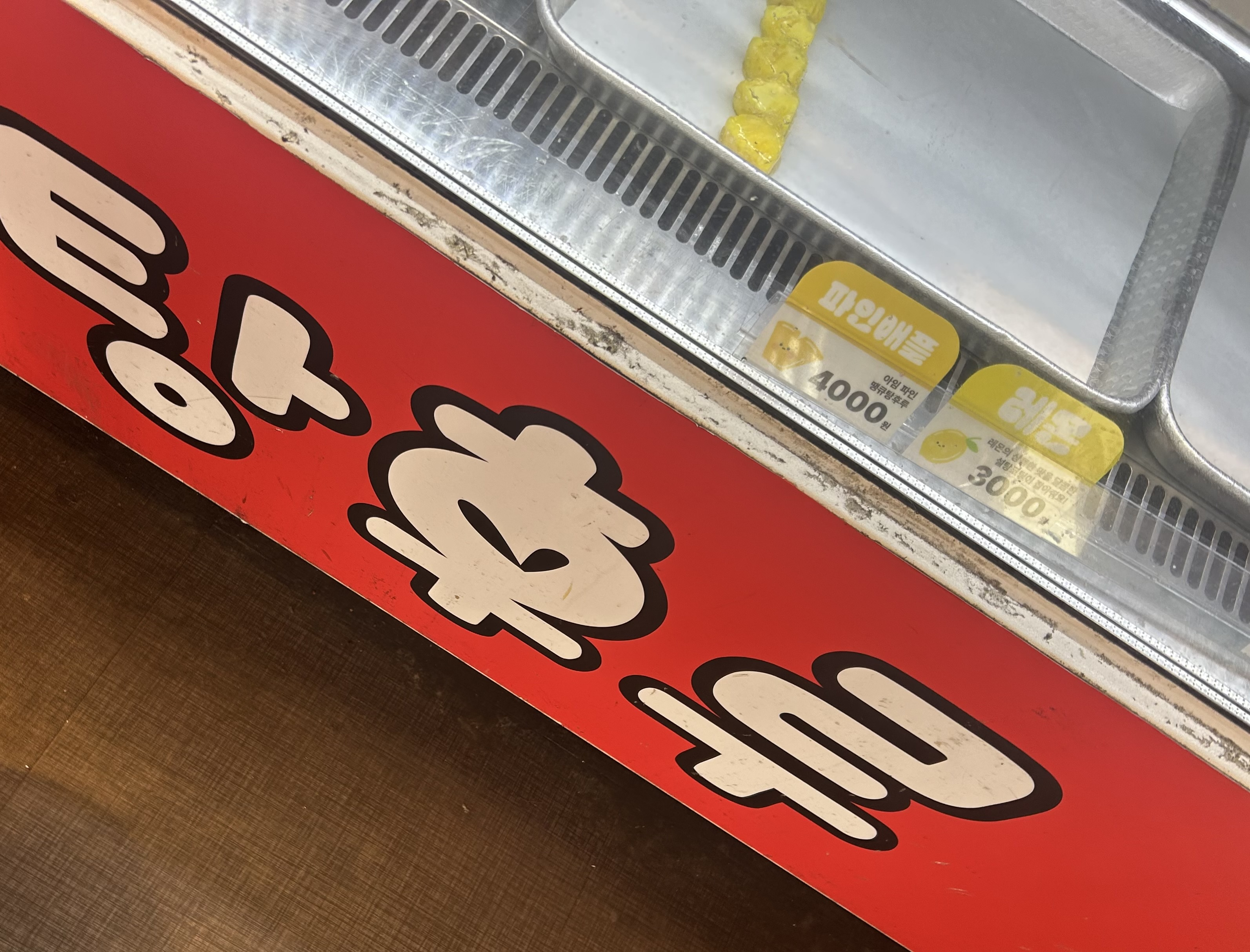

달콤왕가탕후루는 빠른 회전율의 효율성을 갖춘 검증된 아이템인 테이크 아웃 탕후루 전문점으로 신선한 과일을 즉석에서 만들어 고품질 탕후루를 판매하는 대한민국의 탕후루 브랜드이다.

## 브랜드 소개
디저트를 맛보기 위해 줄을 서서 기다리거나 먼 거리도 마다하지 않는 등 ‘작은 사치’를 통해 행복감을 느끼는 소비 경향은 더욱 짙어지고 이러한 관심이 모여 ‘디저트’라는 블루오션 시장의 새로운 개막을 알리고 있다.
빠르게 변해가는 디저트 시장에 발맞추어 SNS에서부터 유명해지기 시작한 달콤왕가탕후루는 신선하고 다양한 과일들로 상큼, 달콤, 바사삭한 탕후루를 만들고자 끊임없이 연구개발을 하고 있다.
SNS에서 화제 중심인 달콤왕가만의 탕후루 & 머랭쿠키 & 코하쿠토도 현재 판매 중에 있다.
달콤왕가탕후루는 빠른 회전율의 효율성을 갖춘 검증된 아이템인 테이크 아웃 탕후루 전문점으로 신선한 과일을 즉석에서 만들어 판매하는 고품질 탕후루를 만날 수 있다. 탕후루라는 디저트는 일본, 대만, 홍콩, 한국 등 많은 노점에서 간식으로 접할 수 있는 먹거리이다. 하지만 노상에서 판매하는 만큼 위생에 취약하여 이를 보다 깨끗하고 안전하게 먹을 수 있는 새로운 먹거리 형태로 창업하게 되었다.

## 역사
2019년 울산에서 1호점을 선보인 이후 힘들었던 코로나를 지나 급성장을 하게 되었다. 달콤왕가탕후루는 과일 디저트계의 1위 브랜드로 자리잡았다. 2024년 1월 STAYC를 광고모델로 선정하여 포토카드를 증정하거나 다른 경품을 응모할 수 있는 이벤트를 진행하였다(~2024.04.).  

## 메뉴

#### ▶ 탕후루
- 딸기 탕후루 3,000원
- 귤 탕후루 3,000원
- 사파이어포도 탕후루 3,000원
- 거봉 탕후루 3,000원
- 블루베리 탕후루 3,000원
- 스테비아토마토 탕후루 3,000원
- 아도라포도 탕후루 3,000원
- 애플포도 탕후루 3,000원
- 체리 탕후루 3,000원
- 레몬 탕후루 3,000원
- 오마카세 탕후루 3,000원

- 후르츠 믹스 탕후루 3,000원

- 자몽 탕후루 3,500원

- 골드키위 탕후루 4,000원
- 통귤 탕후루 4,000원
- 키위 탕후루 4,000원
- 샤인머스캣 탕후루 4,000원
- 망고 탕후루 4,000원
- 파인애플 탕후루 4,000원
- 산타 탕후루 4,000원

- 링고아메 6,500원

#### ▶ 일반 과일
- 동글동글 S
- 컵과일 S
- 컵과일 M
- 컵과일 L
- 피크닉 세트
- 피크닉 반반세트
- 피크닉 단품세트(수박)
- 피크닉 단품세트(멜론)
- 피크닉 단품세트(참외)
- 프리미엄세트
- 로얄 프리미엄 도시락 1~5

##### ▶ 기타
- 팝핑캔디 500원
- 솜사탕 머랭 (中) 3,500원
- 솜사탕 머랭 (大) 6,000원
- 오레오 머랭 (中) 3,500원
- 오레오 머랭 (大) 6,000원
- 프레첼 머랭 (中) 4,000원
- 프레첼 머랭 (大) 6,500원
- 코하쿠토 3,000원
- 꼬끄 후레이크 5,000원
- 약카롱(약과 + 마카롱) 1,000원

| 구분                   | 중량(g) | 열량(kcal) | 당류(g)   | 단백질(g) | 나트륨(mg) | 포화지방(g) |
| ---------------------- | ------- | ---------- | --------- | --------- | ---------- | ----------- |
| 딸기 탕후루            | 53      | 50.3       | 9.9(10%)  | 0.3(1%)   | 19(1%)     | 0           |
| 귤 탕후루              | 61      | 65.0       | 14.0(14%) | 0.5(1%)   | 9.6(0%)    | 0           |
| 샤인머스캣 탕후루      | 81      | 99.5       | 21.1(21%) | 0.5(1%)   | 15.1(1%)   | 0           |
| 거봉 탕후루            | 65      | 69.5       | 15.6(16%) | 0.5(1%)   | 15.1(1%)   | 0           |
| 파인애플 탕후루        | 78      | 95.8       | 21.5(22%) | 0.4(1%)   | 6.6(0%)    | 0           |
| 블랙사파이어 탕후루    | 72      | 108.2      | 24.7(25%) | 0.5(1%)   | 15.1(1%)   | 0           |
| 스테비아 토마토 탕후루 | 109     | 103.6      | 20.9(21%) | 1.0(2%)   | 19.3(1%)   | 0           |
| 블루베리 탕후루        | 42      | 65.8       | 13.5(14%) | 0.3(1%)   | 5.5(0%)    | 0           |
| 애플포도 탕후루        | 67      | 97.6       | 22.3(22%) | 0.3(1%)   | 9.5(0%)    | 0.1(1%)     |

## 캐릭터 소개
▶ 달콤이: 탕후루 마을의 귀염둥이 달콤이. 달달한 과일을 좋아하는 친구들을 좋아한다.
▶ 새콤이: 달콤이의 여자친구 새콤이. 달콤이가 과일친구들을 좋아하는 것을 은근 질투하지만 누구못지않게 새콤이도 과일 친구들을 좋아한다.
▶ 후루: 수영을 못 하는 아기오리여서 귤 모양 튜브를 매일 쓰고 다님. 입은 귤을 많이 먹어서 노랗게 물들음.

## 참고링크
https://wgtanghulu.com/